# Trachyboa
Trachyboa este un gen de șerpi din familia Tropidophiidae.

Cladograma conform Catalogue of Life:
| Trachyboa | \| \| Trachyboa boulengeri \| \| \| \| \| \| Trachyboa gularis \| \| \| \| |
|           | \| \| Trachyboa boulengeri \| \| \| \| \| \| Trachyboa gularis \| \| \| \| |
|           | Exiliboa                                                                   |
|           |                                                                            |
|           | Tropidophis                                                                |
|           |                                                                            |
|           | Ungaliophis                                                                |
|           |                                                                            |
|           | Xenophidion                                                                |
|           |                                                                            |
|           | Trachyboa boulengeri                                                       |
|           |                                                                            |
|           | Trachyboa gularis                                                          |
|           |                                                                            |

|  | Trachyboa boulengeri |
|  |                      |
|  | Trachyboa gularis    |
|  |                      |